# Flugplatz Brilon/Hochsauerland

i7
i11
i13

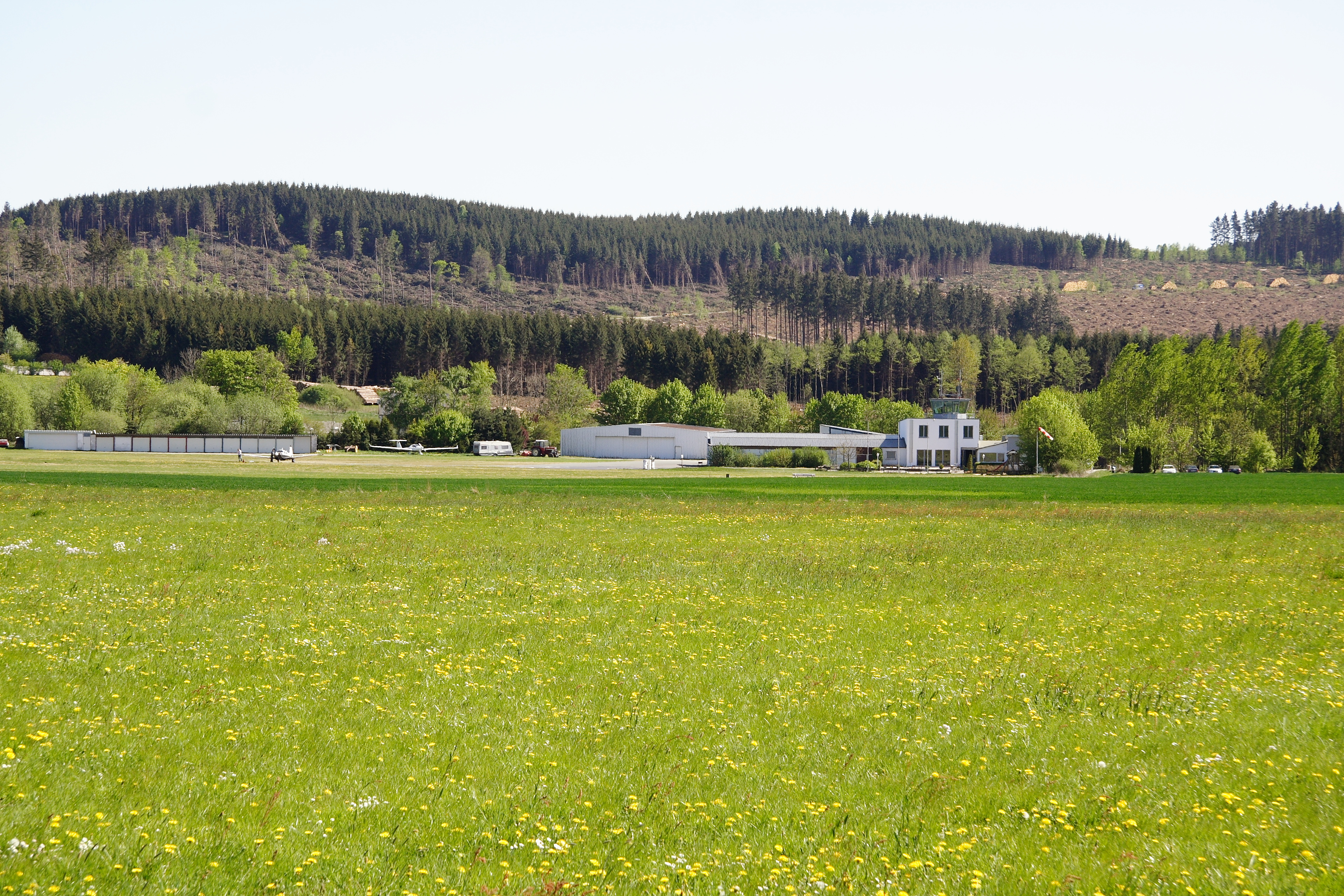
Turm und Hangars

Der Flugplatz Brilon/Hochsauerland (ICAO-Code: EDKO) ist ein Sonderlandeplatz und liegt etwa sieben Kilometer östlich des Stadtzentrums und etwa zwei Kilometer südlich des Briloner Ortsteils Thülen. Betreiber ist der LSV-Brilon e. V., der mehr als 200 Mitglieder hat. Der Platz ist für Ballone, Segelflugzeuge, Motorsegler, Ultraleichtflugzeuge, Motorflugzeuge und Helikopter mit einem Höchstabfluggewicht von bis zu 5 Tonnen zugelassen. Des Weiteren ist Fallschirmspringen möglich.

## Geschichte
Im Jahr 1960 wurde mit dem Bau des Flugplatzes begonnen. Bereits am 30. September 1961 eröffnete Brilons damaliger Bürgermeister Julius Drescher als Passagier des Erstflugs den Platz. Um 1980 erfolgte der weitere Ausbau des Flugplatzes. So wurden u. a. eine getrennte Motor- und Segelflugbahn angelegt. 
Ein heftiger Gewittersturm im Jahr 2000 zerstörte alle Hallendächer aus Eternit.

## Beschreibung
Zum Flugplatz gehören eine Gaststätte/Kantine, ein Campingplatz am Bachlauf der Untreue, ein Kinderspielplatz und verschiedene Ferienwohnungen.
Von diesem Flugplatz aus starten unter anderem Rundflüge. Weitere Veranstaltungen sind das Pfingstfest und mehrwöchige Fluglager.